# Aeroporto di Torino-Caselle

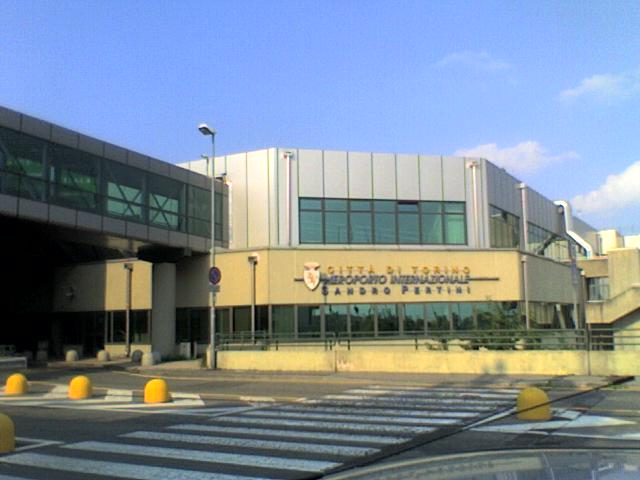
Esterno dell'aeroporto con ancora la vecchia insegna

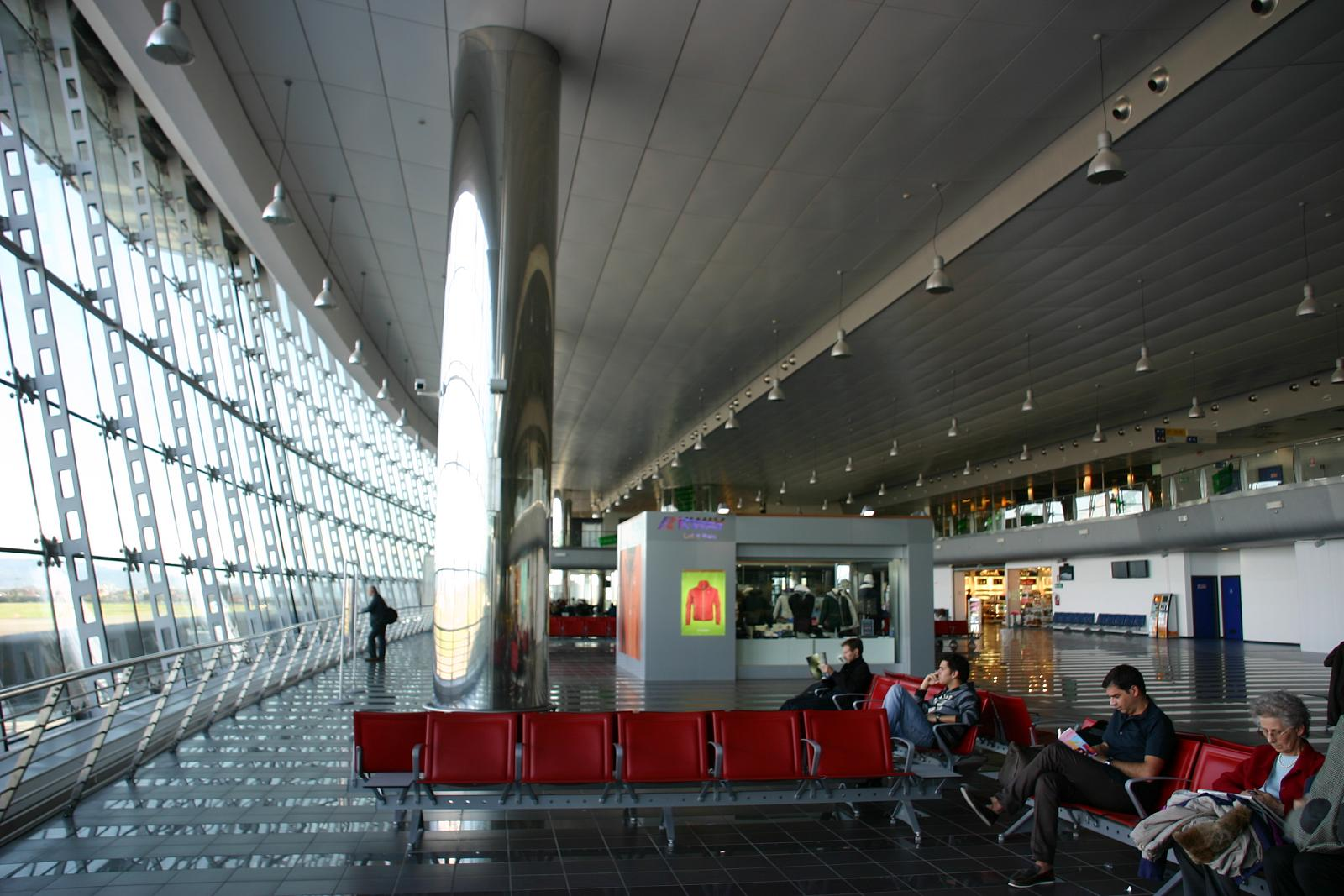
L'interno del terminal nell'area Air side, vetrata con vista sulle jet ways

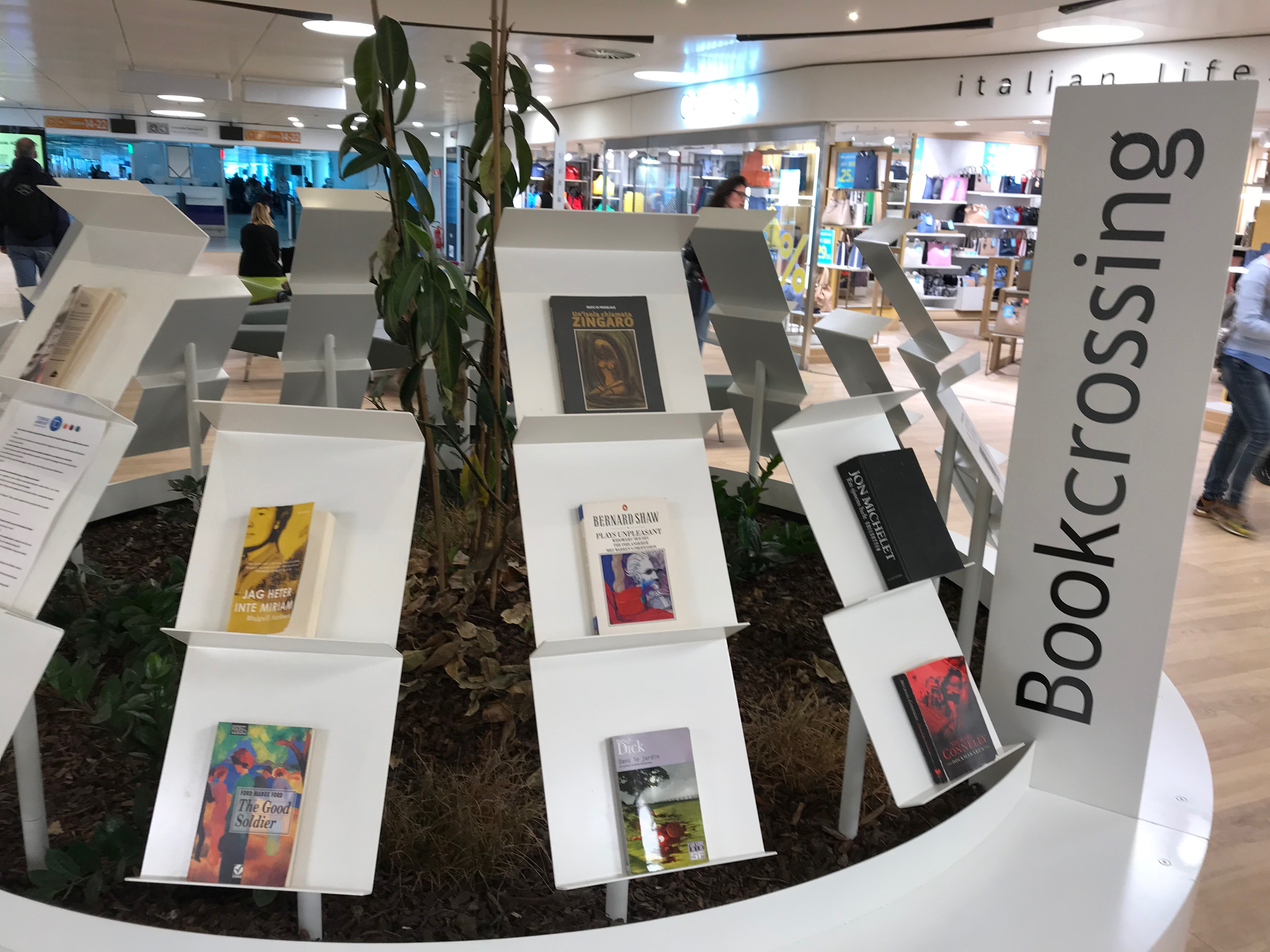
BookCrossing nell'area Partenze dell'aeroporto

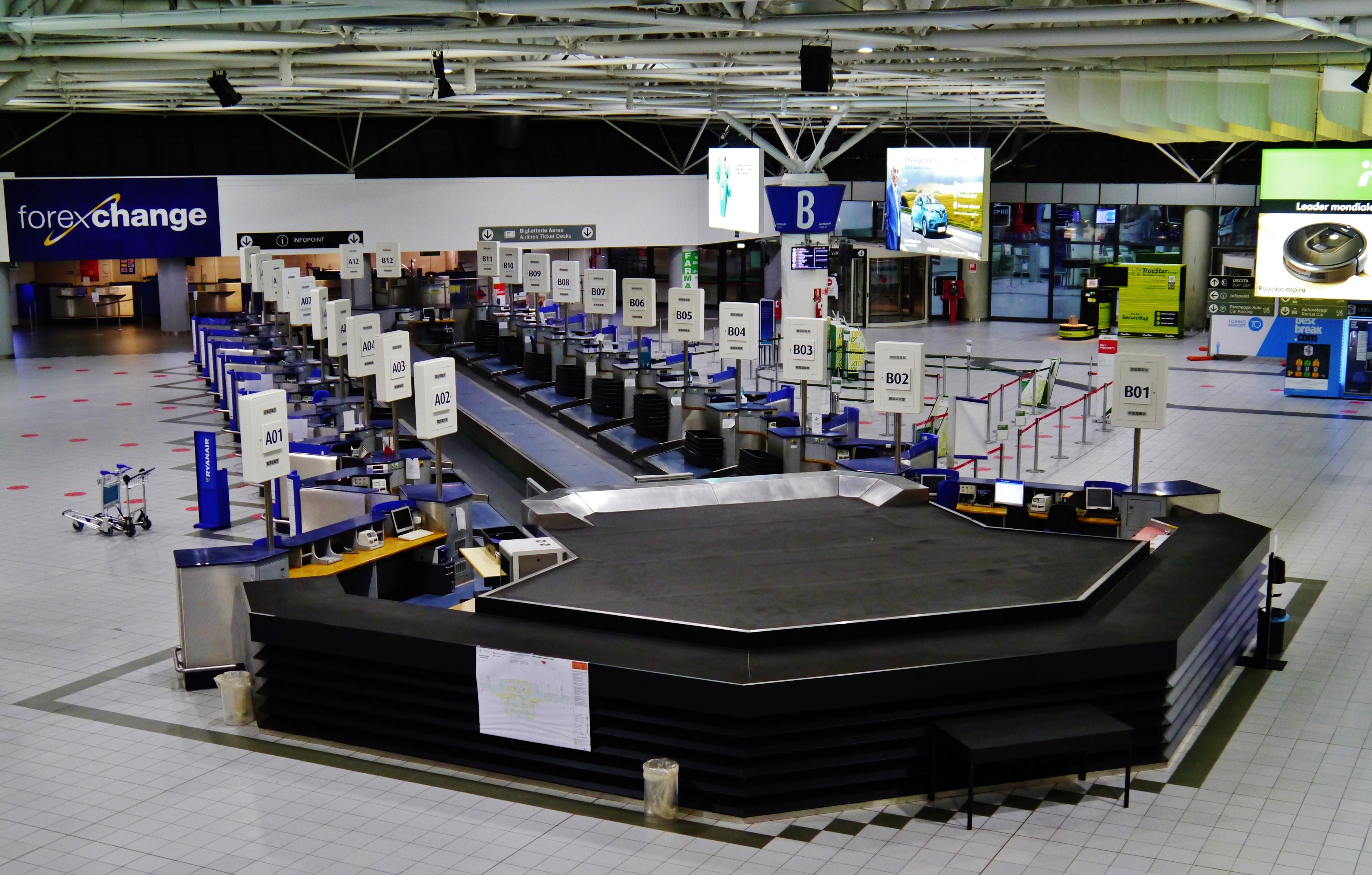
Banchi check-in A e B dell'aerea Partenze

L'Aeroporto di Torino-Caselle "Sandro Pertini" (IATA: TRN, ICAO: LIMF), precedentemente chiamato Aeroporto "Città di Torino", è un'infrastruttura aeronautica italiana situata nel territorio dei comuni di Caselle Torinese, San Francesco al Campo e San Maurizio Canavese, a 16 km a nord di Torino.
Oltre a essere base di Ryanair, sullo scalo operano voli di linea le compagnie aeree Air Dolomiti, Volotea, Air France Hop, Iberia Regional, ITA Airways, British Airways, Royal Air Maroc, Lumiwings, Wizz Air, easyJet, KLM Cityhopper e Turkish Airlines. Durante la stagione invernale, grazie al turismo sulla neve, sono presenti numerosi voli charter provenienti dal Nord Europa.
L'aeroporto è anche sede di due stabilimenti di Leonardo (Nord e Sud): questi siti sono specializzati nell'assemblaggio e fase finale della produzione, manutenzione, test al suolo e prove in volo di prototipi e velivoli militari e civili. In particolare vengono prodotti velivoli quali: AMX-ACOL, ATR 42 MP, ATR 72 MP, C-27J, Eurofighter, Tornado MLU e Sky-X.

## Storia
Dopo la seconda guerra mondiale, che aveva visto la distruzione del primo aeroporto di Torino (sito a Mirafiori Sud) e lo spostamento dell'aviazione commerciale presso l'aeroporto dell'Aeritalia, le istituzioni torinesi decisero di costruire un nuovo scalo a servizio della città, collocandolo più lontano e al di fuori della continua espansione delle aree urbanizzate.
L'aeroporto civile fu inaugurato ufficialmente il 30 luglio 1953 dall'allora sindaco di Torino Amedeo Peyron sul terreno di un ex campo volo militare utilizzato nel corso della seconda guerra mondiale e più volte bombardato dalle forze tedesche per evitare l'atterraggio di aerei alleati.
Il 31 dicembre 1973 alle 13:30 presso l'aeroporto si schiantò un Fokker F28 dell'Itavia, provocando 38 morti. Si tratta del più grave incidente aereo nell'area di Torino dalla tragedia di Superga del 1949.
Nel luglio 1985 venne installato sullo scalo torinese l'instrument landing system (ILS), del tipo ILS SEL 4000, al fine di garantire l'operatività e la sicurezza del volo sullo scalo con qualsiasi condizione meteorologica. L'acquisto da parte di SAGAT dell'impianto ILS era all'interno del piano Pininfarina-General Motors che comprendeva un ponte aereo cargo Torino-Detroit per i telai, prodotti a Torino dalla carrozzeria Pininfarina, delle autovetture della casa statunitense. Il 15 novembre 1986 l'aeroporto fu dichiarato dall'AAAVTAG, l'allora Ente Nazionale per l'Assistenza al Volo, idoneo a consentire gli atterraggi con il nuovo sistema ILS di categoria II. Nel 1992 l'impianto venne migliorato aumentandone la precisione e portandolo in categoria IIIB.
Negli anni successivi l'aeroporto ha subito diversi restauri, ampliamenti e rinnovamenti, il più noto dei quali è iniziato nel 1989 per preparare l'aeroporto al campionato mondiale di calcio 1990 e si è concluso definitivamente nel 1994, con l'abbattimento della vecchia torre di controllo e l'inaugurazione di una nuova aerostazione dotata di manicotti d'imbarco per l'accesso agli aeromobili e di un ampio parcheggio multipiano. Nel 2005 l'aerostazione è stata oggetto di una nuova ristrutturazione, in vista dei XX Giochi olimpici invernali del 2006; l'aeroporto è stato ingrandito per gestire un maggior traffico aereo. Inoltre è stata realizzata una nuova aerostazione per l'aviazione generale e altri ampliamenti agli edifici aeroportuali.
Dal 1998 si parlò della possibilità di dotare lo scalo torinese di una seconda pista, inclusa nel progetto originale Aeroporto intercontinentale Città di Torino e prevista in direzione obliqua rispetto alla pista 36.
Nel 2007 e nel 2008 l'aeroporto di Torino si è aggiudicato il prestigioso riconoscimento ACI Europe Best Airport Awards nella categoria da 1 a 5 milioni di passeggeri, tornando poi a vincerlo nel 2022 e nel 2024.
Nel luglio del 2012, l'aeroporto di Torino-Caselle è il primo aeroporto al mondo a conseguire l'omologazione TÜV UNI EN ISO 50001 per la gestione energetica.
Dal 18 novembre 2013, al piano partenze, è stato aperto il nuovo varco Fast Track che consente di risparmiare tempo ai controlli di sicurezza; questo varco è utilizzabile solo per alcune categorie di passeggeri. Nel 2019, a seguito di un'inchiesta sui controlli di sicurezza facilitati per i VIP all'imbarco, il varco è stato chiuso.
Dal 13 dicembre 2013, al terzo piano, è stato inaugurato il bar-ristorante "Briciole" della società araba Dnata del gruppo Emirates, dedicato alla ristorazione veloce che si raggiunge mediante le scale mobili situate a fianco al nuovo Fast Track. Briciole fa parte di un più grande progetto di rinnovamento della food court dell'aeroporto subalpino.
Il 15 maggio 2014 lo storico marchio torinese Borbonese, fondato nel 1910, ha inaugurato il suo nuovo negozio all'interno della zona air-side del piano partenze, operazione che rientra nella strategia biennale di nuove aperture nel Travel Retail nei principali aeroporti internazionali in Italia e all'estero. Durante l'inaugurazione, l'AD della SAGAT, Roberto Barbieri, ha confermato l'espansione e il rilancio delle zone commerciali dell'aeroporto subalpino; infatti entro la fine del 2014 e l'inizio del 2015 sono attese le aperture di una farmacia, di uno store del marchio Gobino e di un Carrefour Express.
Il 19 maggio 2014 Franco Donato venne nominato presidente di SAGAT, subentrando al presidente uscente Maurizio Montagnese.
Il 29 maggio 2014 è stata inaugurata una nuova area del terminal dedicata ai bambini in collaborazione con l'UNICEF. L'area in questione è situata nella zona air-side del piano partenze dopo i controlli di sicurezza e offre un fasciatoio attrezzato con tutti gli accessori a completa disposizione dei genitori dei neonati mentre un'altra parte è destinata a spazio giochi. Con la nuova area bimbi, l'Aeroporto di Torino-Caselle si allinea all'offerta degli altri grandi aeroporti internazionali riguardo ai passeggeri che viaggiano con bambini.
Il 3 settembre 2014 venne resa nota una lettera della SAGAT al Presidente della Regione Piemonte Sergio Chiamparino, al sindaco di Torino Piero Fassino e ai vertici degli industriali e della Camera di Commercio Licia Mattioli, Gianfranco Carbonato e Alessandro Barberis dove fu annunciato che il gruppo Alitalia dal 1º ottobre, nell'ambito di una più ampia riorganizzazione conseguente all'accordo con Etihad Airways, avrebbe cancellato tutti i collegamenti operanti da Torino con l'eccezione di quelli su Roma e Tirana e che l'aeroporto di Caselle sarebbe rimasto isolato sul territorio nazionale, anche a seguito del già avviato abbandono di Air One.
Il 16 settembre 2014 Alitalia ha confermato la chiusura di molti voli a partire dal mese successivo con l'eccezione delle tratte per Roma-Fiumicino, Tirana e Napoli (quest'ultima ridotta a un solo volo giornaliero). La tratta per Reggio Calabria rimane settimanale e quella per Lamezia Terme solamente stagionale.
Nel 2017 l'aeroporto ha raggiunto il massimo di passeggeri annui superando i 4 milioni per la prima volta.
Dal 20 novembre 2019 all'interno dell'aerostazione il servizio Piemonte in your hands, è stato inaugurato il nuovo spazio di promozione turistica, situato nell'area arrivi dello scalo torinese, che sarà attivo 10 ore giornaliere, 7 giorni su 7.
Nel giugno del 2022 e nel luglio 2024, l'aeroporto viene premiato con il Best European Airport nella categoria fino a 5 milioni di passeggeri. L'aeroporto di Torino si è distinto per la significativa capacità di ripresa messa in atto nonostante la pandemia, ampliando come mai prima il proprio network voli e contribuendo così alla connettività del territorio. Particolare rilevanza è poi stata attribuita all'intenso lavoro dedicato all'innovazione e alla sostenibilità. Viene superato il record di passeggeri a quota 4 193 881.
Nel 2025 l'aeroporto viene declassato dal MIT dalla categoria 9 alla 8 della classificazione ICAO con conseguente ridimensionamento del numero di vigili del fuoco operanti nello scalo, che scendono da 84 a 80 unità.
Nel 2024 l’Aeroporto di Torino‑Caselle ha registrato un nuovo record di traffico passeggeri, superando per la prima volta 4 700 000 unità, con un +18 % rispetto al 2019 pre‑pandemia. Nei primi tre mesi del 2024 (gennaio–marzo) lo scalo ha gestito oltre 1 110 000 passeggeri (+3,7 % rispetto al 2023), di cui il 60 % relativi a traffico internazionale (+7,6 %).

### Sviluppo del trafficolow-cost
Sin dall'arrivo a Torino della compagnia aerea a basso costo Ryanair, la Regione Piemonte ha promosso lo sviluppo di nuovi voli grazie ad accordi di co-marketing. Da allora si è discusso della possibilità di sviluppare una base della stessa compagnia presso l'aeroporto, al fine di promuovere il turismo della regione asservita dall'aeroporto e aumentare il numero di destinazioni servite per migliorare il servizio offerto ai cittadini del territorio circostante.
Più volte, nel corso degli ultimi anni, Ryanair ha "minacciato" di tagliare fuori Torino dalla sua mappa di destinazioni, a causa dei ritardi nei pagamenti delle sovvenzioni da parte della Regione Piemonte, arrivando a bloccare le prenotazioni per i voli da e per Torino.
Le discussioni di base, si sono attivate a livello ufficiale nel gennaio 2012, con la proposta di una base di medie dimensioni, in grado di trasportare, a pieno regime, circa 1 milione di passeggeri all'anno. Nel giugno 2012, tuttavia, la parte pubblica, proprietaria del 51% della società di gestione dell'aeroporto, di fronte alla scelta di diminuire la propria partecipazione nell'aeroporto, si tirò indietro abbandonando le trattative di base.
A luglio 2014 la compagnia aerea Vueling ha annunciato l'apertura di un collegamento Torino-Roma Fiumicino quattro volte al giorno dal 17 settembre dello stesso anno. Tale collegamento prevede che un aeromobile della compagnia rimanga fermo durante la notte nel piazzale dell'aeroporto torinese. Durante la presentazione del collegamento, viene anche detto che la compagnia ha intenzione di aprire base presso l'aeroporto con l'apertura di due nuovi collegamenti nel 2015. Nel settembre 2015 Vueling ha però deciso di cancellare la tratta Torino Caselle-Roma Fiumicino.
Nel 2016 la compagnia low cost Blue Air (che aveva già aperto una base a Caselle nell'autunno 2014) trasforma l'aeroporto in un hub della compagnia e vengono così raggiunte 15 destinazioni dal capoluogo piemontese. Grazie ai voli low-cost Blue Air e Wizz Air su Torino-Caselle nel 2015 sono stati trasportati da e verso la Romania 100 000 passeggeri, triplicati rispetto ai 35 000 del 2014. A maggio del 2017 operavano sulla base di Caselle cinque aerei Blue Air; la compagnia prevedeva di portare il numero a dieci entro il 2020. A marzo 2019 gli aerei basati sono due, mentre le rotte della compagnia per la successiva estate sono state undici.
Nel giugno del 2021, Ryanair annuncia l'apertura di una base presso l'aeroporto di Torino. La nuova base Ryanair di Torino, operativa dal 2 novembre 2021, garantisce due aerei con base a Caselle, con investimento di 200 milioni di dollari, 60 posti di lavoro diretti e l'apertura per la stagione invernale di diciotto nuove rotte, di cui sedici internazionali (tra cui due intercontinentali) e due nazionali; il totale dei collegamenti Ryanair su Caselle salirà così a 32 rotte, di cui 23 internazionali e 9 nazionali, con 123 voli in partenza a settimana. Per la stagione estiva del 2022 la base torinese è stata incrementata con tre nuove rotte (due destinazioni europee e una africana).
Dopo un anno dall'apertura della base a Caselle, l'operatore Ryanair aggiunge un terzo aereo di nuova fabbricazione a quelli basati presso lo scalo torinese: un Boeing 737-8200 MAX.

## Statistiche
Questo grafico non è disponibile a causa di un problema tecnico.
Si prega di non rimuoverlo.
Vedi la query Wikidata di origine.
| Anno | Passeggeri | Var. %  | Movimenti | Var. %  | Cargo (t) | Var. %  |
| ---- | ---------- | ------- | --------- | ------- | --------- | ------- |
| 1994 | 1.758.936  |         |           |         |           |         |
| 1995 | 1.836.407  | 4,4%    |           |         |           |         |
| 1996 | 2.009.532  | 9,4%    |           |         |           |         |
| 1997 | 2.391.902  | 19,0%   |           |         |           |         |
| 1998 | 2.464.173  | 3,0%    |           |         |           |         |
| 1999 | 2.498.775  | 1,4%    | 52.613    |         | 19.922    |         |
| 2000 | 2.814.850  | 12,6%   | 61.971    | 15,1%   | 20.623    | 3,4%    |
| 2001 | 2.820.762  | 0,2%    | 64.885    | 4,7%    | 17.220    | -16,5%  |
| 2002 | 2.787.091  | -1,2%   | 59.931    | -7,6%   | 16.349    | -5,1%   |
| 2003 | 2.820.448  | 1,2%    | 54.710    | -8,7%   | 18.344    | 12,2%   |
| 2004 | 3.141.888  | 11,4%   | 57.847    | 5,7%    | 15.994    | -12,8%  |
| 2005 | 3.148.807  | 0,2%    | 56.890    | -1,7%   | 13.794    | -13,8%  |
| 2006 | 3.260.974  | 3,6%    | 60.838    | 6,1%    | 12.997    | -5,8%   |
| 2007 | 3.509.253  | 7,6%    | 62.136    | 2,1%    | 13.667    | 5,2%    |
| 2008 | 3.420.833  | -2,5%   | 58.148    | -6,4%   | 11.798    | -13,7%  |
| 2009 | 3.227.258  | -5,7%   | 56.419    | -3,0%   | 6.942     | -41,2%  |
| 2010 | 3.560.169  | 10,0%   | 54.840    | -2,8%   | 8.351     | 20,3%   |
| 2011 | 3.710.485  | 4,2%    | 54.541    | -0,5%   | 8.137     | -2,6%   |
| 2012 | 3.521.847  | -5,1%   | 51.773    | -5,1%   | 10.543    | 29,6%   |
| 2013 | 3.160.287  | -10,3%  | 43.655    | -15,7%  | 9.689,5   | -8,1%   |
| 2014 | 3.431.986  | 8,60%   | 42.463    | -2,73%  | 7.036,86  | -27,38% |
| 2015 | 3.666.582  | 6,80%   | 44.214    | 4,10%   | 6.046,9   | -14,10% |
| 2016 | 3.950.908  | 7,41 %  | 46.472    | 5,0 %   | 6.346,3   | 5,0 %   |
| 2017 | 4.176.556  | 5,70 %  | 47.855    | 2,9 %   | 5.970,5   | -5,9 %  |
| 2018 | 4.084.923  | -2,20 % | 45.511    | -4,9 %  | 4.730,9   | -20,8 % |
| 2019 | 3.952.158  | -3,3 %  | 43.655    | -4,1 %  | 3.334     | -29,5 % |
| 2020 | 1.407.735  | -64,4%  | 21.408    | -51,0 % | 1.109,20  | -66,7%  |
| 2021 | 2.066.106  | 46,8%   | 27.132    | 26,7 %  | 1.786,8   | 61,1%   |
| 2022 | 4.193.881  | 103%    | 42.641    | 52,2%   | 949,2     | -46,9%  |
| 2023 | 4.531.185  | 8,0     | 43.306    | 1,6     | 638,6     | -32,7   |
| 2024 | 4.693.977  | 3,6     | 44.005    | 1,6     | 473,7     | -25,8   |

Dati forniti da Assaeroporti.
| Posizione | Città          | Passeggeri |
| --------- | -------------- | ---------- |
| 1         | Roma Fiumicino | 550.244    |
| 2         | Catania        | 340.847    |
| 3         | Napoli         | 278.128    |
| 4         | Palermo        | 257.042    |
| 5         | Bari           | 215.626    |
| 6         | Lamezia Terme  | 127.504    |

| Posizione | Città                | Passeggeri |
| --------- | -------------------- | ---------- |
| 1         | Francoforte sul Meno | 192.104    |
| 2         | Barcellona           | 181.349    |
| 3         | Monaco di Baviera    | 180.845    |
| 4         | Parigi CDG           | 171.355    |
| 5         | Londra Gatwick       | 168.933    |
| 6         | Londra Stansted      | 127.392    |
| 7         | Amsterdam            | 116.252    |
| 8         | Madrid Barajas       | 114.953    |
| 9         | Bucarest             | 66.604     |
| 10        | Charleroi            | 54.555     |
| 11        | Bacau                | 53.532     |

## Gestori
Le Società di gestione aeroportuale, le quali si occupano dell'assistenza passeggeri e aeromobili, che operano a Torino-Caselle sono le seguenti:
- SAGAT Handling;
- Aviapartner;
- T.E.A.M.;
- eSair Handling (aviazione generale).

## Trasporti

### Strade, autostrade e raccordi autostradali
L'aeroporto si trova accanto al percorso della strada provinciale 2 "di Germagnano", che sin dalla sua costruzione permette di raggiungerlo da Torino attraversando i centri abitati di Borgaro Torinese e Caselle Torinese. Originariamente il percorso cittadino seguiva via Lanzo e attraversava la Stura su un ponte presso Altessano; per velocizzare l'accesso aggirando questo tratto, tra il 1962 e il 1964 fu realizzata da Provincia e Comune di Torino una bretella sopraelevata a quattro corsie tuttora denominata strada dell'Aeroporto, che dopo il crollo del suddetto ponte sulla Stura, avvenuto nel luglio 1973, rimase l'unico collegamento tra la città, l'aeroporto e i comuni limitrofi. In seguito all'ulteriore aumento di traffico, nel corso degli anni '70 si decise di realizzare a servizio dell'aeroporto un raccordo autostradale, inaugurato nell'ottobre 1980.
Dal 1980, la strada più rapida per raggiungere l'aeroporto dalla città è il RA10 Torino-Caselle, il quale è connesso alla tangenziale nord di Torino e alla penetrazione urbana del raccordo autostradale stesso in corso Venezia sull'asse che ha sostituito il tracciato superficiale della ferrovia per Milano. Nell'infrastruttura è presente un parcheggio multipiano coperto e altri piazzali scoperti adibiti anch'essi a parcheggi.
Inoltre, presso lo svincolo di Volpiano dell'A5 Torino-Aosta, sono apposte indicazioni in uscita per l'aeroporto, raggiungibile da lì tramite viabilità ordinaria attraverso i comuni di Volpiano e Leinì. Questo percorso, che era indubbiamente il più diretto al momento della costruzione della A5, è oggi più breve ma meno veloce rispetto all'uso della tangenziale nord e del raccordo autostradale.
Un altro collegamento con l'A5, più a nord, è nei pressi di Pavone Canavese, percorrendo la SS565 fino a Castellamonte e imboccando la SS460 a Rivarolo Canavese. Quest'ultima strada si innesta direttamente sul raccordo autostradale, presso Caselle Torinese, permettendo quindi di raggiungere facilmente l'aeroporto per chi proviene dall'hinterland nord di Torino e dalla Valle d'Aosta.

### Servizio ferroviario metropolitano
L'aeroporto è servito dalla stazione di Torino Aeroporto di Caselle, sulla ferrovia Torino-Ceres; da qui, fino a giugno 2023, era possibile raggiungere Torino con la vecchia linea SFM A (gestita da GTT), passando per le stazioni di Venaria Reale, Madonna di Campagna e Torino Dora, di fronte a piazza Baldissera. Nel settembre 2017 sono iniziati i lavori per la costruzione di un nuovo collegamento sotterraneo sotto Corso Grosseto tra la linea Torino-Ceres e il passante ferroviario di Torino presso la stazione di Torino Rebaudengo Fossata, e sono terminati nel 2023. Il servizio commerciale sulla nuova infrastruttura è iniziato il 20 gennaio 2024, sotto la gestione di Trenitalia con l'instradamento sulla ferrovia Torino-Ceres delle linee SFM 4 e SFM 7 fino a Cirié, la nuova linea SFM A nel tratto tra Ciriè e Germagnano e la SFM 6 per Asti con capolinea all'aeroporto dal 15 dicembre 2024. L'aeroporto e le Valli di Lanzo sono ora connessi con il centro di Torino e con l'intera rete del SFM, e inoltre usufruiscono dei vari interscambi con le linee di autobus urbani e suburbani torinesi, con la rete tranviaria di Torino, con la metro e con i treni regionali, nazionali e ad alta velocità. Secondo i programmi della Regione Piemonte, negli anni successivi verrà instradata, con capolinea a Torino Aeroporto, anche la linea SFM 3 per il collegamento con Susa, Bardonecchia e le Valli Olimpiche.

### Autobus, taxi ecar sharing

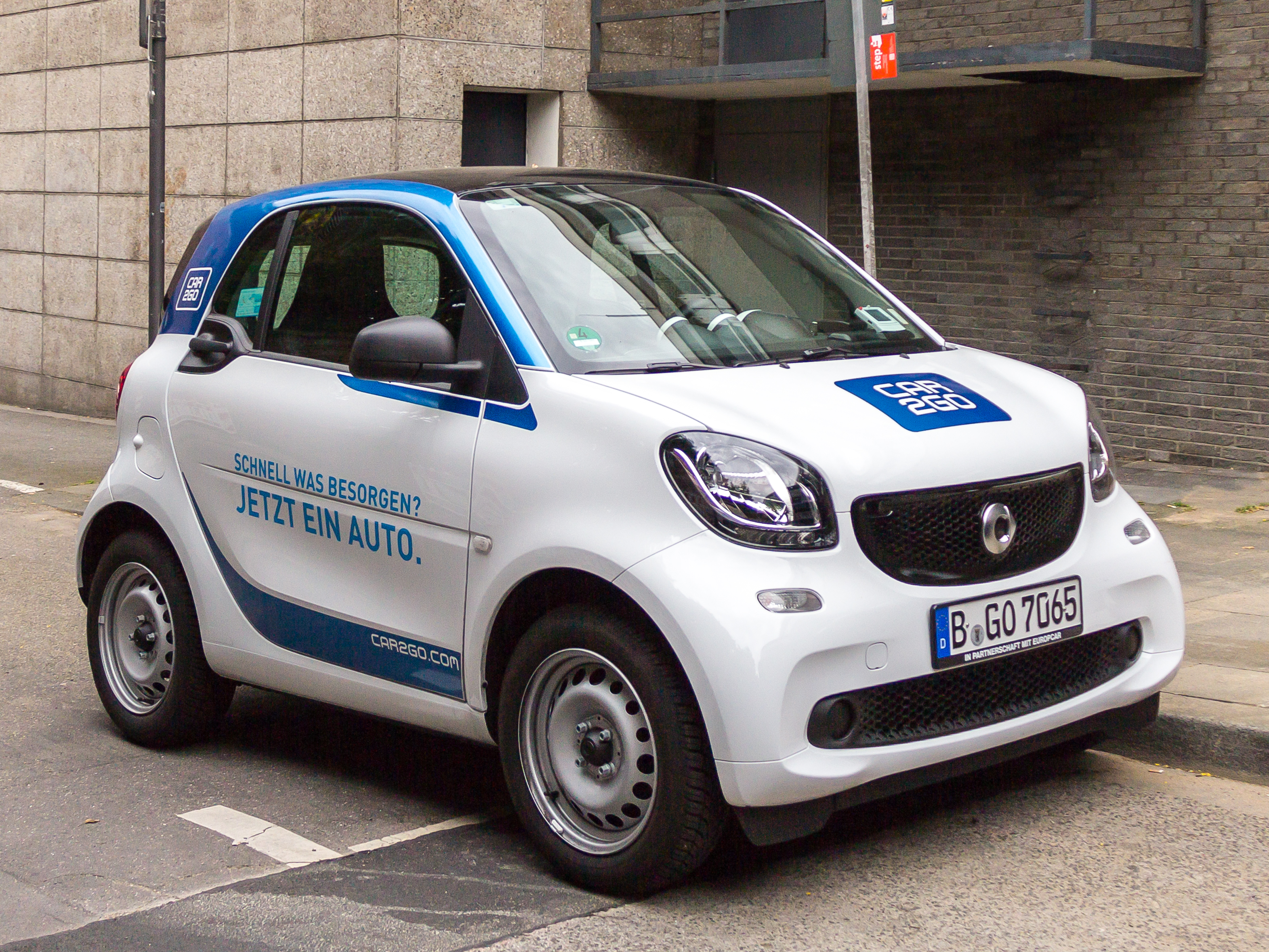
Una macchina del servizio Car2Go. Gli utenti del servizio possono raggiungere l'aeroporto noleggiando una macchina in qualsiasi zona della città di Torino

L’aeroporto è collegato a Torino grazie a vari servizi di trasporto:
Sadem opera autobus diretti da Torino a Caselle con frequenza di 15 minuti nelle ore di punta, con fermate presso le stazioni AV di Torino Porta Susa e Torino Porta Nuova.
Flibco fornisce una navetta giornaliera da Torino (autostazione Corso Vittorio Emanuele II) a Caselle in circa 30 minuti senza fermate intermedie; i biglietti sono acquistabili online con opzioni flessibili.
Il servizio taxi è disponibile 24 ore su 24 presso il terminal arrivi, con tariffe fisse tra Torino e l’aeroporto.
Dal 10 dicembre 2015 è attivo il servizio di car sharing Car2Go, che permette prelievo e rilascio in qualsiasi zona di Torino, inclusa l’area aeroportuale.

## Incidenti
- 15 aprile 1972 - Un bimotore da turismo, pilotato dall'industriale Mario Brandaglia, richiese un atterraggio d'emergenza per l'apertura di uno sportello ma si schiantò duecento metri prima della pista. Morirono tutti i cinque occupanti.[41]
- 1º gennaio 1974 - Il volo Itavia 897 proveniente da Cagliari-Elmas con un Fokker F28, in fase di avvicinamento per la pista 36, con condizioni meteo sfavorevoli e presenza di nebbia, collise con un albero e si schiantò contro un edificio in costruzione a 3,7 km dalla soglia della pista. Vi furono 38 morti su 42 presenti a bordo, di cui 3 membri dell'equipaggio.[42][43]
- 8 ottobre 1996 - Un Antonov 124 cargo effettuò un avvicinamento errato, in condizioni di bassa visibilità, e oltrepassò la fine della pista schiantandosi contro una cascina di San Francesco al Campo, comune vicino all'aeroporto. I morti furono 4: due piloti e due persone residenti nella cascina.[44]
- 16 agosto 2008 - Un McDonnell Douglas MD-81 della Meridiana, in rotta da Palermo a Parigi, è atterrato in emergenza a seguito di un'avaria a uno dei motori.[45]
- 22 febbraio 2010 - Un Boeing 757 della compagnia aerea inglese Thomas Cook, ha riportato, in fase di decollo, una massiccia perdita di carburante dal serbatoio alare destro, immediatamente limitata dallo spostamento di carburante negli altri serbatoi da parte dei piloti. L'aeromobile ha effettuato, in sicurezza, un atterraggio di emergenza dopo circa 30 minuti.[46][47]
- 9 settembre 2010 - Un Antonov 124 cargo della Volga-Dnepr noleggiato per un trasporto di componenti spaziali prodotte da Thales Alenia Space ha riportato avaria a tre motori in fase di decollo. Il velivolo si è correttamente arrestato dopo 100 m dall'inizio della corsa di decollo.[48]
- 10 marzo 2011 - Un Dassault Falcon 900 dell'Aeronautica Militare, in avvicinamento all'aeroporto, ha segnalato problemi al carrello di atterraggio. Il velivolo ha, tuttavia, effettuato senza problemi l'atterraggio. Tra i passeggeri vi era l'allora ministro dell'interno Roberto Maroni.[49]
- 8 luglio 2011 - Un ATR 72-500 della Air Dolomiti in arrivo da Monaco di Baviera ha effettuato un atterraggio di emergenza dopo esser stato colpito da un fulmine. Nessun danno è stato riportato.[50]
- 15 luglio 2011 - Un Piper PA28-140 della scuola di volo Turin Flying School è finito fuori pista a causa di un colpo di vento. Il pilota, studente di 17 anni, se l'è cavata con un po' di spavento e il velivolo non ha riportato danni. Lo scalo ha subito ritardi dalle 12:30 alle 13:33 senza tuttavia dirottamenti né cancellazioni.
- 8 agosto 2014 - Un General Dynamics F-16 Fighting Falcon americano ha effettuato un atterraggio di emergenza a seguito di un guasto idraulico. Non ci sono state conseguenze. Lo scalo è rimasto chiuso per un'ora.[51]
- 7 giugno 2015 - Un Boeing 737 della Blue Air diretto a Catania ha effettuato un atterraggio di emergenza dopo lo scoppio di uno pneumatico durante la corsa di decollo. L'aereo è atterrato senza conseguenze solo dopo un'ora e mezza in holding per consumare carburante.[52]
- 23 agosto 2016 - Un Boeing 737-400 della Meridiana dopo il decollo diretto a Olbia, all'altezza dell'abitato di Bra ha riscontrato un'avaria al motore sinistro ed è stato costretto a rientrare a Torino. L'aeroporto è rimasto chiuso per circa 30 minuti e un volo Ryanair in atterraggio è stato dirottato a Genova.[53]
- 7 settembre 2016 - A causa dello scoppio di uno pneumatico e della fuoriuscita di lubrificante a un Antonov An-26 durante l'atterraggio, l'aeroporto è rimasto chiuso per 6 ore, con conseguenti disagi per il traffico. Il velivolo è stato messo in sicurezza dai vigili del fuoco.[54]
- 3 luglio 2023 - Un aereo easyJet, partito da Edimburgo e diretto a Milano Linate, è stato dirottato a causa di un fulmine presso lo scalo torinese. Una volta arrivato, l'aereo è stato evacuato e i passeggeri sono stati trasportati a Milano tramite autobus.
- 16 settembre 2023 - Un MB-339PAN, utilizzato dalla pattuglia acrobatica nazionale delle Frecce Tricolori, in fase di decollo subisce un'avaria e si schianta a fine pista. Una delle ipotesi al vaglio, vista la dinamica dell’evento, è quella di un impatto con volatili durante le primissime fasi del decollo. L'incendio sviluppatosi a seguito dell’impatto del velivolo al suolo ha coinvolto un'autovettura in transito sull'adiacente SP 16 con quattro persone a bordo, causando il decesso di una bambina e il ferimento degli altri tre occupanti del mezzo[55]. L'aeroporto è stato chiuso dal momento dell'incidente per tutto il giorno successivo, riaprendo alla mezzanotte del 18 settembre.[56]
- 12 luglio 2025 - Un Airbus A320-200 di Volotea da Dubrovnik a Lione ha effettuato un atterraggio di emergenza a Caselle dopo che uno dei motori ha preso fuoco.